# Travesseiro de Sintra

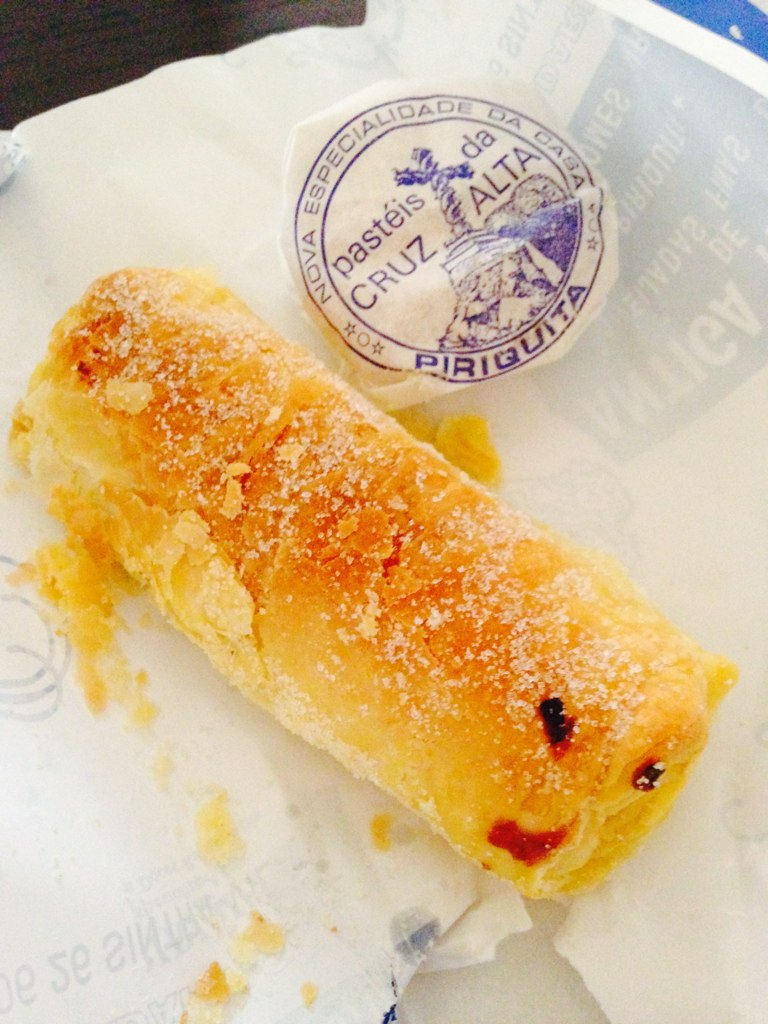
Travesseiro de Sintra da Piriquita

O Travesseiro de Sintra é um doce feito de amêndoas, açúcar, água, gemas, canela e recheado numa massa folhada feita de farinha de trigo, manteiga, água e sal. Dependendo do gosto, no final, pode ser polvilhado com açúcar. É uma iguaria de origem portuguesa, mais precisamente, como o próprio nome indica, de Sintra.

## História
Os Travesseiros de Sintra são um doce conventual, que se tornou um ex-líbris de Sintra. A sua primeira receita foi criada por freiras do Convento dos Capuchos, que se situa na terra de Sintra. No século XVIII, um grupo de peregrinos parou nesse convento durante a sua viagem e as freiras num gesto de bondade ofereceram às pessoas este doce. Deliciados com o travesseiro, os peregrinos, perguntaram pela receita no qual as freiras não a relevaram por inteiro.
A origem dos Travesseiros de Sintra vem da confeitaria da Piriquita, na década de 40, onde cabe à senhora Constância Luísa Cunha, filha da fundadora da Piriquita, que ao ler um livro de receitas, encontrou a receita dos Travesseiros.
A principal região de comércio é Lisboa e Vale do Tejo.